# Tina Charles (zangeres)
Tina Charles, artiestennaam van Tina Hoskins (Whitechapel, Londen, 10 maart 1954) is een Britse zangeres. Ze was als discozangeres actief in het midden en einde van de jaren 70 van de 20e eeuw.

## Biografie
Tina Charles staat het meest bekend om haar hit in 1976 I love to love (but my baby loves to dance). Haar carrière startte toen zij de zang verzorgde bij I'm on fire van de groep 5000 Volts in plaats van de vaste zangeres van de groep.
Ze trouwde drie keer en heeft een zoon (1977).

## Discografie

### Singles
- "Nothing in the World" (1969)
- "In the Middle of the Day" (1969)
- "Good to Be Alive" (1969)
- "Bo-Bo's Party" (1970)
- "Baby Don't You Know Anymore" (1971)
- "There's No Stopping Us Now" (1972)
- "One Broken Heart for Sale" (1974)
- "You Set My Heart on Fire" (1975)
- "I Love to Love (But My Baby Loves to Dance)" (1976)
- "Love Me Like a Lover" (1976)
- "Dance Little Lady Dance" (1976)
- "Dr Love" (1976)
- "Rendezvous" (1977)
- "Fallin' in Love in the Summertime" (1977)
- "Love Bug - Sweets For My Sweet (Medley)" (1977)
- "I'll Go Where Your Music Takes Me" (1978)
- "Love Rocks" (1978)
- "Fire Down Below" (1978)
- "Makin' All the Right Moves" (1978)
- "Boogie 'Round the Clock" (1979)
- "Just One Smile" (1980)
- "I'm Just as Bad as You" (1980)
- "Rollin'" (1980)
- "Turn Back the Hands of Time" (1980)
- "Love Hunger" (1984)
- "I Love to Love (remix)" (1986)
- "Second Time Around" (1986)
- "Dance Little Lady '87" (1987)
- "I'll Go Where the Music Takes Me '87 remix" (1987)
- "You Set My Heart on Fire remix" (1988)
- "Go to Work on My Love" (1989)
- "World of Emotion" (1993)
- "Only Tonight" (EP) (1994)
- "I Love to Love (Latin Remix)" (2004)
- "Higher" (2006)

"Don't Play That Song (You Lied)"

### Albums
- Tina Sings (1973)
- I Love to Love (1976)
- Dance Little Lady (1976)
- Rendezvous (VS, 1977)
- Heart 'n' Soul (1977)
- Greatest Hits (1978)
- Just One Smile (1980)
- I Love to Love - Greatest Hits (1987)
- World of Emotion (1993)
- I Love to Love - The Best Of (1998)
- Foundation of Love (2004)
- Listen 2 the Music (2007, heruitgebracht als Feels Like Sunday in 2008)

#### NPO Radio 2 Top 2000
| Nummer met noteringen in de NPO Radio 2 Top 2000 | '99  | '00  | '01-'04 | '05  |
| ------------------------------------------------ | ---- | ---- | ------- | ---- |
| I love to love (but my baby loves to dance)      | 1946 | 1837 | -       | 1894 |

1. ↑  Een '-' betekent dat het nummer niet was genoteerd en een vetgedrukt getal geeft de hoogste notering aan.
2. ↑  Deze tabel is bijgewerkt tot en met de laatste editie (2024).

- Bibliothèque nationale de France: cb13936991t (data)
- Gemeinsame Normdatei: 134346157
- International Standard Name Identifier: 0000 0000 5515 2205
- Library of Congress Control Number: n92111654
- MusicBrainz: 93117a67-55b4-4b18-94c4-35c8a75fefc2
- Nationale Bibliotheek van Tsjechië: mzk2005280287
- Nationale Bibliotheek van Polen: a0000002639217
- Nederlandse Thesaurus van Auteursnamen: 096857455
- Système universitaire de documentation: 157335070
- Virtual International Authority File: 76504224
- WorldCat: E39PBJwxP6Fk4mGjcYMgHXqJDq